# گاز طبیعی در اسرائیل

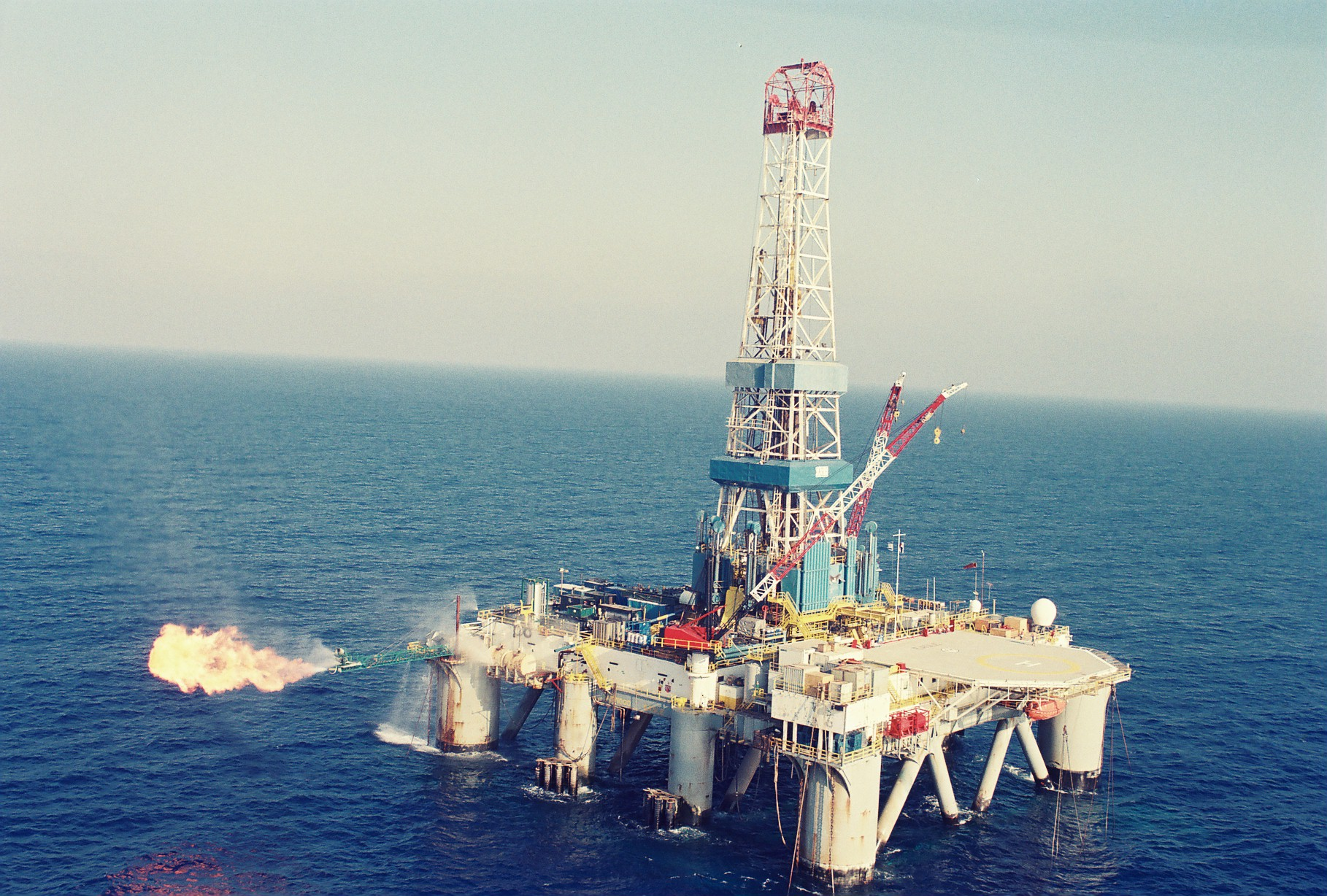

گاز طبیعی در اسرائیل منبع اصلی انرژی برای تولید برق به شمار می‌رود. این کشور از سال ۲۰۰۴ تولید گاز طبیعی از میادین دریایی خود را آغاز کرد.  بین سال‌های ۲۰۰۵ تا ۲۰۱۲، اسرائیل گاز طبیعی مورد ۲۰۱۴ نیاز خود را از مصر و از طریق خط لوله العریش–اشکلون وارد می‌کرد. اما این توافق به‌دلیل بحران سیاسی مصر در سال‌های ۲۰۱۱ تا متوقف شد. تا سال ۲۰۱۷، اسرائیل بیش از ۹ میلیارد متر مکعب گاز طبیعی در سال تولید می‌کرد. طبق داده‌های سال ۲۰۲۲، ذخایر اثبات‌شده گاز طبیعی اسرائیل حدود ۱٬۰۸۷ میلیارد متر مکعب برآورد شده است. در اوایل سال ۲۰۱۷، اسرائیل صادرات گاز طبیعی به پادشاهی اردن را آغاز کرد. این اقدام بخشی از تلاش‌های اسرائیل برای تبدیل شدن.

## تاریخچه

به‌طور تاریخی، اسرائیل برای تأمین بیشتر نیازهای انرژی خود به واردات خارجی وابسته بود و در سال ۲۰۰۹ بیش از ۵٪ از تولید ناخالص داخلی (GDP) خود را صرف واردات محصولات انرژی می‌کرد. بخش حمل‌ونقل عمدتاً به بنزین و گازوئیل وابسته است، در حالی که بیشتر تولید برق این کشور از طریق زغال‌سنگ وارداتی تأمین می‌شد. تا سال ۲۰۱۳، اسرائیل حدود ۱۰۰ میلیون بشکه نفت در سال وارد می‌کرد. این کشور دارای ذخایر اندکی از نفت خام است، اما منابع گاز طبیعی داخلی فراوانی دارد که از سال ۲۰۰۹ در مقادیر زیادی کشف شدند، پس از دهه‌ها جستجو و اکتشاف ناموفق. این کشف‌ها تحولی اساسی در امنیت انرژی و تولید برق داخلی اسرائیل ایجاد کرده‌اند.
تا اوایل دهه ۲۰۰۰، استفاده از گاز طبیعی در اسرائیل بسیار کم بود. در اواخر دهه ۱۹۹۰، دولت اسرائیل تصمیم گرفت به‌دلایل زیست‌محیطی، هزینه و تنوع منابع انرژی، استفاده از گاز طبیعی را تشویق کند. در آن زمان، با این حال، هیچ منبع داخلی گاز طبیعی وجود نداشت و پیش‌بینی می‌شد که گاز از طریق واردات LNG (گاز طبیعی مایع‌شده) و از طریق یک خط لوله آینده از مصر تأمین شود (که بعدها به خط لوله العریش–اشکلون تبدیل شد).  برنامه‌هایی برای ساخت چندین نیروگاه گازسوز توسط شرکت برق اسرائیل (IEC) و احداث یک شبکه توزیع گاز ملی و یک پایانه واردات LNG طراحی شد. به‌محض شروع این برنامه‌ها، گاز طبیعی در داخل خاک اسرائیل کشف شد، ابتدا در مقادیر کم و یک دهه بعد در مقادیر بسیار زیاد در آب‌های عمیق در سواحل اسرائیل.  این کشف‌ها باعث شد استفاده از گاز طبیعی در اقتصاد اسرائیل به‌شدت افزایش یابد، به‌ویژه در بخش‌های تولید برق و صنعتی. مصرف گاز از متوسط سالانه ۹٬۹۰۰٬۰۰۰ مترمکعب (۳۵۰ میلیون فوت مکعب) بین سال‌های ۲۰۰۰ تا ۲۰۰۲ به ۳٫۷ میلیارد مترمکعب (۱۲۹ میلیارد فوت مکعب) در سال ۲۰۱۰ رسید.
در سال ۲۰۲۳، قبرس و اسرائیل در حال کار بر روی توافقی بودند برای احداث یک خط لوله گاز طبیعی میان دو کشور. طبق این طرح، گاز طبیعی اسرائیل به قبرس منتقل می‌شود، در آنجا مایع‌سازی (LNG) شده و سپس به اروپا صادر می‌گردد.  شرکت آمریکایی Chevron (شورون)  علاقه‌مند به مشارکت در این پروژه است. خط لوله پیشنهادی حدود ۳۲۰ کیلومتر (۲۰۰ مایل) طول خواهد داشت و هزینه ساخت آن حدود ۴۵۰ میلیون یورو (معادل ۴۸۹ میلیون دلار) برآورد شده است.  همچنین، ساخت پایانه مایع‌سازی گاز طبیعی (LNG) در قبرس حدود ۱ میلیارد یورو (۱.۱ میلیارد دلار) هزینه خواهد داشت. تخمین زده می‌شود که ساخت این خط لوله حدود دو سال و نیم زمان ببرد.
استفاده از گاز طبیعی (با استفاده از واحد میلیارد متر مکعب در سال BCM )

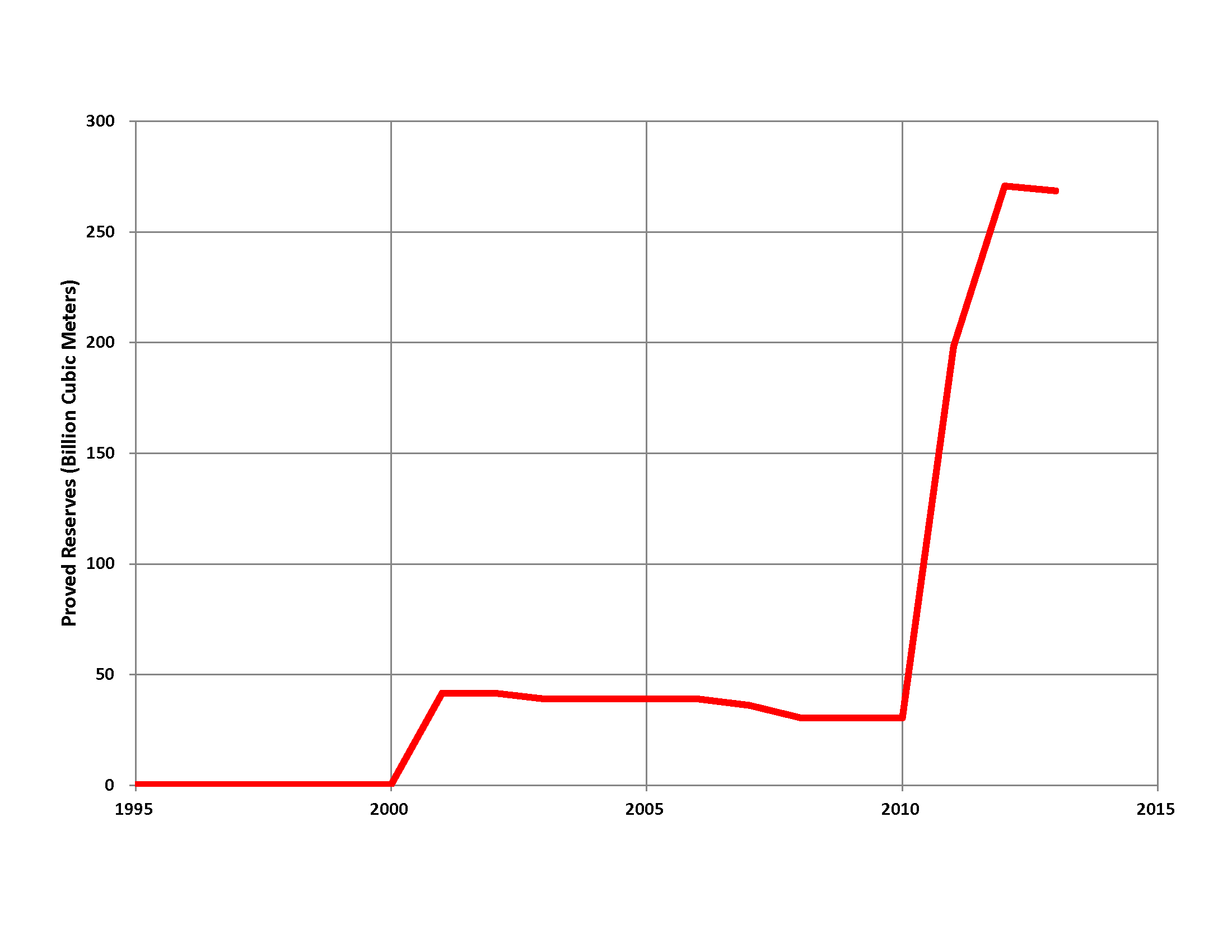

| سال  | مقدار گاز (BCM) |
| ---- | --------------- |
| ۲۰۰۴ | ۱.۲             |
| ۲۰۰۵ | ۱.۶             |
| ۲۰۰۶ | ۲.۳             |
| ۲۰۰۷ | ۲.۷             |
| ۲۰۰۸ | ۳.۷             |
| ۲۰۰۹ | ۴.۲             |
| ۲۰۱۰ | ۵.۲             |
| ۲۰۱۱ | ۵.۰             |
| ۲۰۱۲ | ۲.۶             |
| ۲۰۱۳ | ۶.۹             |
| ۲۰۱۴ | ۷.۶             |
| ۲۰۱۵ | ۸.۴             |
| ۲۰۱۶ | ۹.۷             |
| ۲۰۱۷ | ۱۰.۳            |
| ۲۰۱۸ | ۱۱.۱            |
| ۲۰۱۹ | ۱۱.۳            |

## کشف گاز طبیعی در دهه ۲۰۰۰

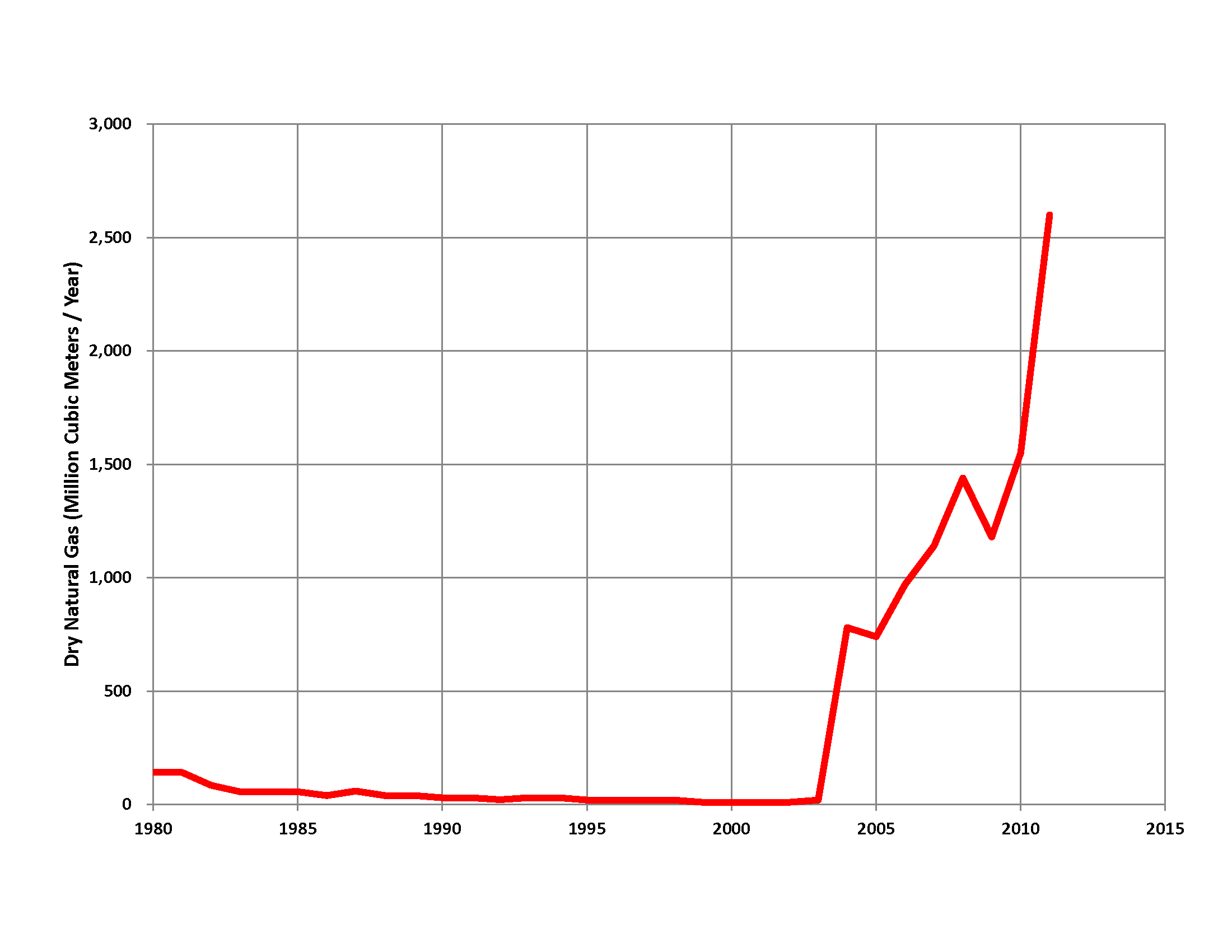

در سال ۲۰۰۰، یک میدان گاز طبیعی به ظرفیت ۳۳ میلیارد متر مکعب (BCM)، معادل ۱٬۲۰۰ میلیارد فوت مکعب، در نزدیکی سواحل اشکلون کشف شد. تولید تجاری از این میدان در سال ۲۰۰۴ آغاز گردید. با این حال، تا سال ۲۰۱۴ این میدان تقریباً تخلیه شده بود — زودتر از زمان پیش‌بینی‌شده. دلیل اصلی این کاهش سریع، افزایش برداشت گاز از میدان برای جبران قطع واردات گاز از مصر بود؛ وارداتی که پس از ناآرامی‌های سیاسی در پی سقوط رژیم حسنی مبارک در سال ۲۰۱۱ متوقف شد. در سال ۲۰۰۹، یک کشف بزرگ گاز طبیعی به نام تمار (Tamar) در آب‌های عمیق در حدود ۹۰ کیلومتری غرب شهر حیفا صورت گرفت. این میدان دارای ذخایر اثبات‌شده معادل ۲۲۳ میلیارد متر مکعب (BCM) یا ۷.۹ تریلیون فوت مکعب بود. با احتساب ذخایر اثبات‌شده و احتمالی، مجموع ذخایر این میدان به حدود ۳۰۷ میلیارد متر مکعب می‌رسد. در کنار آن، یک میدان کوچک‌تر نیز با ذخیره‌ای معادل ۱۵ میلیارد متر مکعب (۵۳۰ میلیارد فوت مکعب) کشف شد که موقعیت آن به ساحل نزدیک‌تر بود. علاوه بر این، نتایج مطالعات لرزه‌نگاری دسه‌بعدی (3D seismic surveys) و حفاری‌های آزمایشی که از سال ۲۰۱۰ به بعد انجام شده‌اند، وجود یک منبع عظیم گاز طبیعی را تأیید کرده‌اند.  بر اساس این داده‌ها، یک ذخیره گازی به حجم تقریبی ۶۲۱ میلیارد متر مکعب (BCM)، معادل ۲۱.۹ تریلیون فوت مکعب، در یک ساختار زمین‌شناسی بزرگ زیر آب کشف شده که در نزدیکی میدان گازی بزرگی که در سال ۲۰۰۹ کشف شده بود (تمار) قرار دارد. بر اساس گزارش اداره اطلاعات انرژی آمریکا (U.S. Energy Information Administration - EIA)، تا تاریخ ۱ ژانویه ۲۰۱۵، اسرائیل دارای ۶.۲ تریلیون فوت مکعب (معادل تقریبی ۱۷۵ میلیارد متر مکعب – BCM) ذخایر اثبات‌شده گاز طبیعی بوده است.
کشف‌های گاز طبیعی تأیید کرد که حوضه لوانت در مدیترانه شرقی حاوی مقدار قابل توجهی از گاز طبیعی است. به همین دلیل، اکتشاف‌های بیشتر برای یافتن منابع گاز در آب‌های ساحلی اسرائیل همچنان ادامه دارد. در اوایل ۲۰۱۲، کابینه اسرائیل برنامه‌هایی را برای تأسیس یک صندوق ثروت ملی (با نام "صندوق شهروندان اسرائیلی") اعلام کرد. هدف این صندوق، اختصاص بخشی از حق امتیازهای حاصل از اکتشاف انرژی به آموزش، دفاع و سرمایه‌گذاری‌های خارجی بود. این اقدام به‌منظور مدیریت منابع طبیعی کشور و اطمینان از استفاده بهینه از درآمدهای ناشی از گاز طبیعی برای نسل‌های آینده اتخاذ شد.
میدان گازی تمار (Tamar) در تاریخ ۳۰ مارس ۲۰۱۳، پس از چهار سال توسعه گسترده، به‌طور رسمی وارد مرحله تولید تجاری شد. تأمین گاز از میدان تمار نقش مهمی در تقویت اقتصاد اسرائیل ایفا کرد، به‌ویژه پس از آنکه این کشور بین سال‌های ۲۰۱۱ تا ۲۰۱۳ به‌دلیل قطع صادرات گاز از مصر، بیش از ۲۰ میلیارد شِکِل (NIS) زیان اقتصادی متحمل شد. مصر در آن دوره تصمیم گرفت توافق‌نامه صادرات گاز به اسرائیل را به‌طور نامحدود تعلیق کند، و احتمال بازگشت این صادرات منتفی شد. در نتیجه این وقفه، اسرائیل – و همچنین کشور همسایه‌اش اردن که او نیز دچار اختلال در دریافت گاز از مصر شده بود – مجبور شدند برای تأمین انرژی به سوخت‌های مایع سنگین که گران‌تر و آلاینده‌تر هستند، روی آورند. این وضعیت، به یک بحران انرژی برای اسرائیل تبدیل شد. با آغاز بهره‌برداری از میدان تمار در سال ۲۰۱۳، بحران انرژی در اسرائیل پایان یافت. از سوی دیگر، اردن نیز برای کاهش وابستگی به منابع ناپایدار، در سال‌های بعد قراردادی به ارزش ۱۰ میلیارد دلار برای خرید ۴۵ میلیارد متر مکعب (BCM) گاز طبیعی از میدان لویاتان (Leviathan) اسرائیل امضا کرد. این قرارداد برای مدت ۱۵ سال تنظیم شده و میدان لویاتان در اواخر ۲۰۱۹ وارد مدار تولید شد. برآورد شده است که این قرارداد سالانه حدود ۶۰۰ میلیون دلار در هزینه‌های انرژی اردن صرفه‌جویی خواهد کرد.
در سال ۲۰۱۸، مالکان میدان‌های گازی تمار (Tamar) و لویاتان (Leviathan) اعلام کردند که در حال مذاکره برای عقد قراردادی با یک کنسرسیوم از شرکت‌های مصری هستند. این قرارداد، که مشروط به تأیید نهادهای نظارتی دو کشور بود، شامل تأمین حداکثر ۶۴ میلیارد متر مکعب (BCM) گاز طی ۱۰ سال و به ارزش حداکثر ۱۵ میلیارد دلار آمریکا می‌شد. اگرچه مصر در سال‌های اخیر پیشرفت‌هایی در توسعه میادین گازی داخلی خود داشته تا نیاز رو‌به‌رشد داخلی را پاسخ دهد، اما این کشور دارای ظرفیت‌های بدون استفاده برای صادرات LNG نیز بود. از این‌رو، واردات گاز از اسرائیل این امکان را فراهم می‌کرد که مصر بخشی از این گاز را مایع‌سازی کرده و به بازارهای جهانی صادر کند — اقدامی که هم از نظر اقتصادی سودمند بود و هم جایگاه مصر را به عنوان مرکز منطقه‌ای صادرات انرژی تقویت می‌کرد.
در اواخر اکتبر ۲۰۲۲، شرکت Energean به‌طور رسمی تولید گاز طبیعی از میدان کاریش (Karish) را آغاز کرد. سپس در اواخر نوامبر ۲۰۲۲، این شرکت اعلام کرد که به‌دنبال حفاری اکتشافی در چاهی به نام Zeus (زئوس)، موفق به کشف ۱۳ میلیارد متر مکعب (BCM) گاز طبیعی تجاری در آب‌های ساحلی اسرائیل شده است.